# 羅任半島

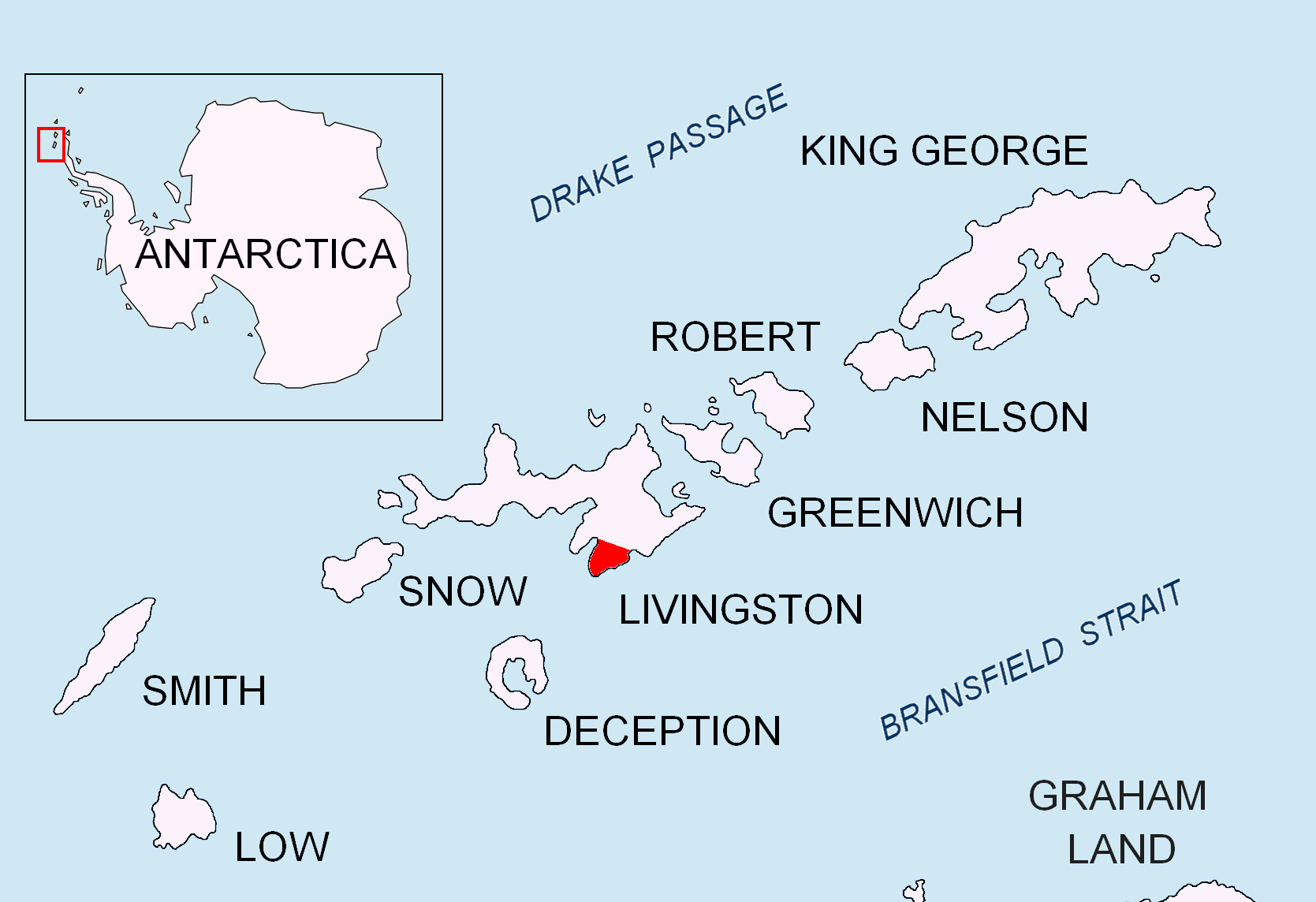

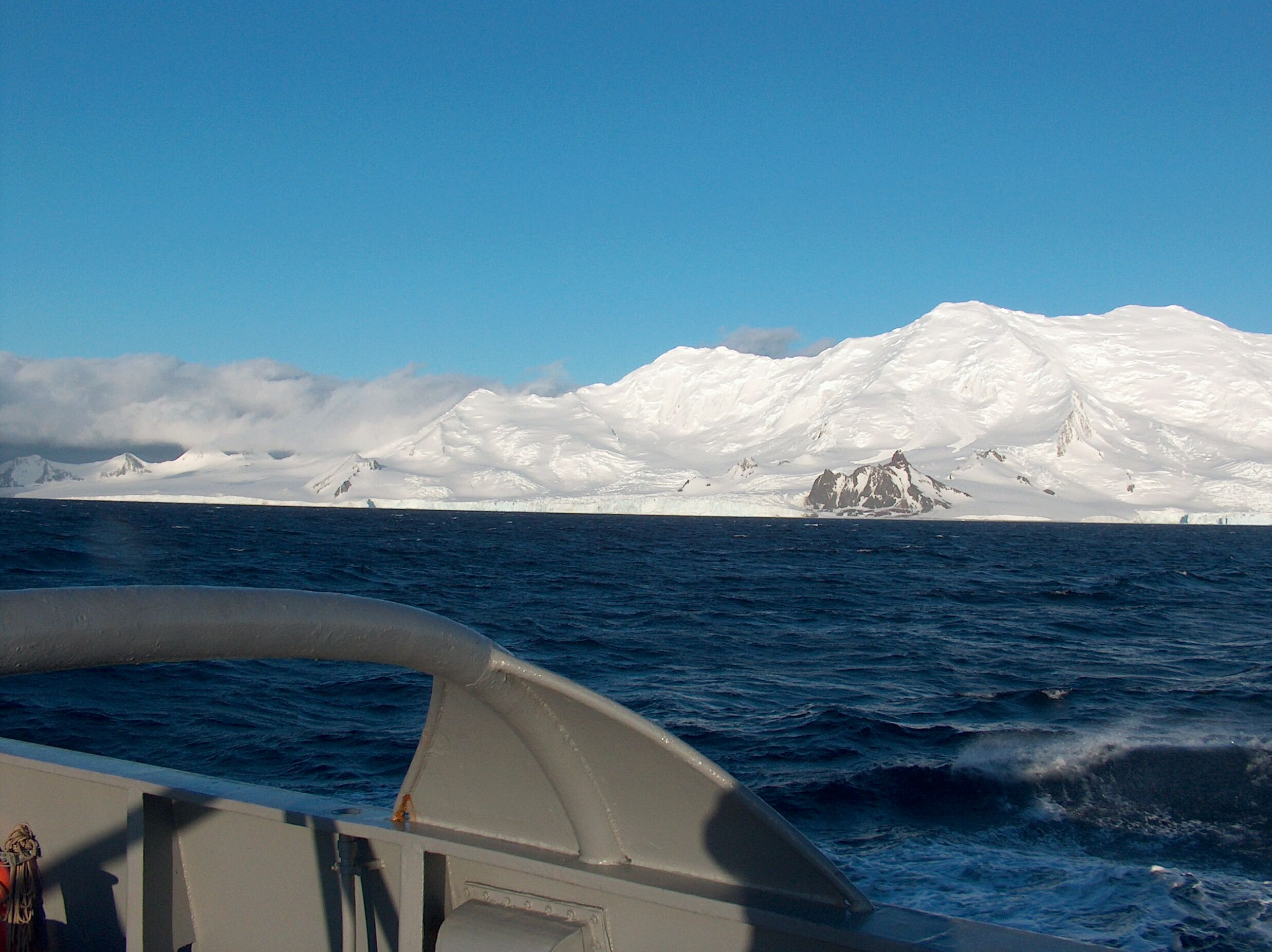

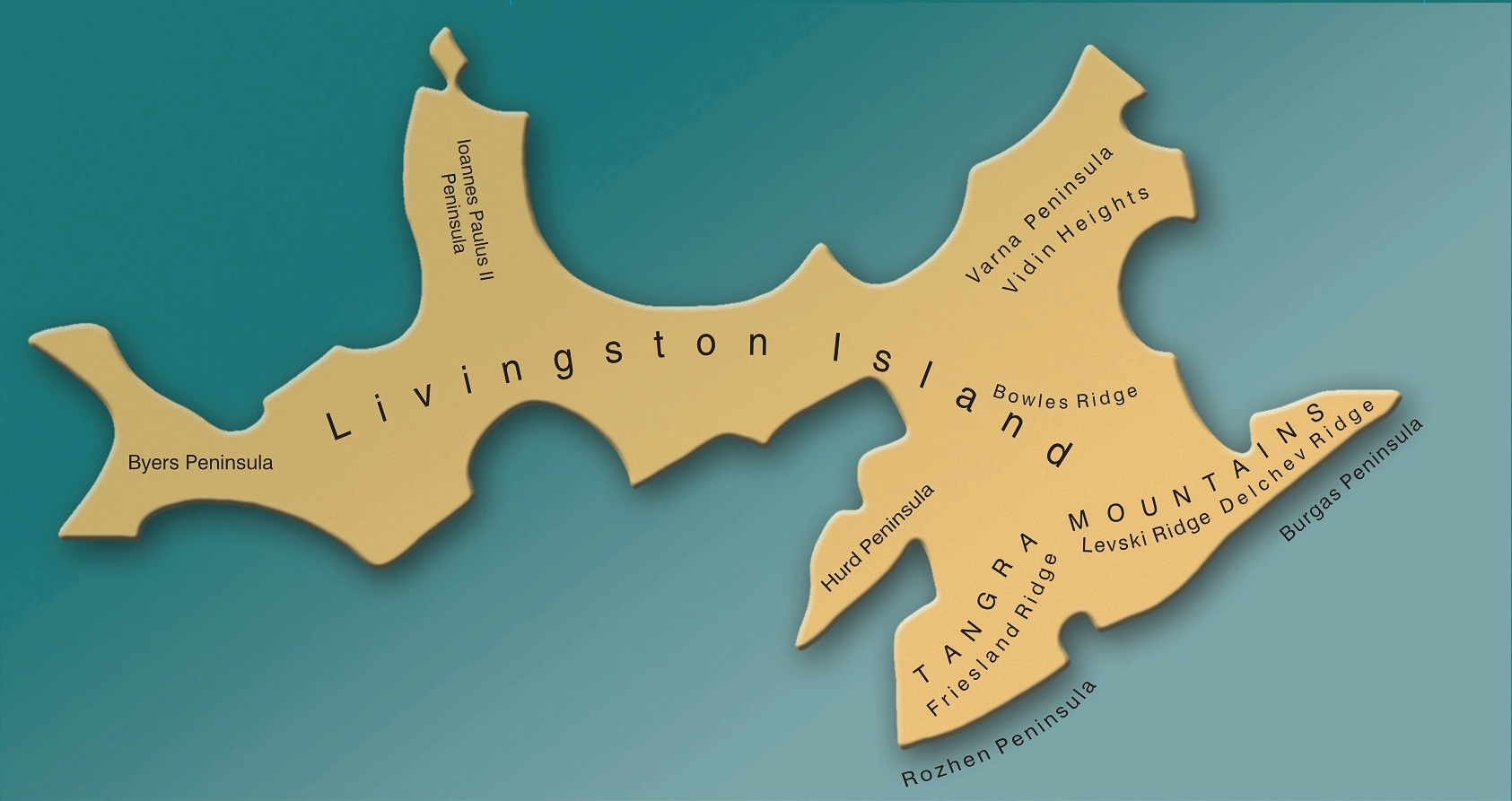

羅任半島（英語：Rozhen Peninsula）是南極洲的半島，位於南設得蘭群島的利文斯頓島西南部，長9公里、寬8.8公里，東南面是布蘭斯菲爾德海峽，現時受南極條約管治。

## 外部連結
- SCAR Composite Antarctic Gazetteer（页面存档备份，存于）.

62°43′00″S 60°15′00″W / 62.71667°S 60.25000°W